# Synodontis melanopterus
Synodontis melanopterus là tên khoa học của một loài cá da trơn thuộc chi Synodontis có nguồn gốc từ các lưu vực sông Ouémé, Niger và Ogun ở các nước Benin, Niger và Nigeria. Nó được nhà động vật học người Bỉ gốc Anh George Albert Boulenger mô tả lần đầu tiên vào năm 1903 từ các mẫu vật được thu thập tại Oguta, Nigeria, ở đồng bằng sông Niger. Tên loài melanopterus có nguồn gốc từ từ melas, có nghĩa là "đen", và từ ptero, có nghĩa là "vây", ám chỉ đến màu sắc của vây chúng.
Trong tự nhiên, loài đã được tìm thấy ở vùng hạ lưu sông Niger, lưu vực sông Ouémé và sông Ogun. Môi trường sống của loài cá này đang bị đe dọa do việc thăm dò dầu. Tính đến hiện tại thì các thói quen và tập tính sinh sản của hầu hết các loài thuộc chi Synodontis vẫn chưa được biết đến, ngoài trừ việc các nhà nghiên cứu có được số lượng trứng từ những con cái mang thai qua việc đánh bắt. Mùa sinh sản của chúng có thể là mùa lũ từ tháng 7 đến tháng 10 và cặp con đực, con cái sẽ bơi cùng nhau sau khi kết đôi thành công đến hết mùa sinh sản. Chúng là loài ăn tạp, nên thức ăn của chúng là ấu trùng côn trùng, tảo, sò, động vật giáp xác và trứng của những loài cá khác. Tốc độ tăng trưởng của chúng rất cao vào năm đầu tiên, nhưng sau đó sẽ giảm dần trong những năm tiếp theo.